# Asmat
Asmat, także Asmatowie – lud papuaski z indonezyjskiej części Nowej Gwinei, zamieszkujący tereny prowincji Papua. Międzynarodowy rozgłos przyniosły im rozwinięte tradycje rzeźbiarskie. Znani są także jako dawni łowcy głów. Według danych z 2004 r. ich liczebność wynosi 70 tys. osób.
Wyznają katolicyzm oraz wierzenia tradycyjne. Posługują się różnymi językami papuaskimi z grupy asmat-kamoro, a także językiem indonezyjskim.
Na terytorium Asmat zaginął w latach 60. 23-letni Michael Rockefeller. Istnieją pogłoski na temat możliwego związku tego zajścia z kanibalistycznymi praktykami ludu Asmat. Twórczość rzeźbiarska ludu, zebrana przez Rockefellera, znajduje się w kolekcji Metropolitan Museum of Art.